# Antonio Snider-Pellegrini
Pour les articles homonymes, voir Snider et Pellegrini.

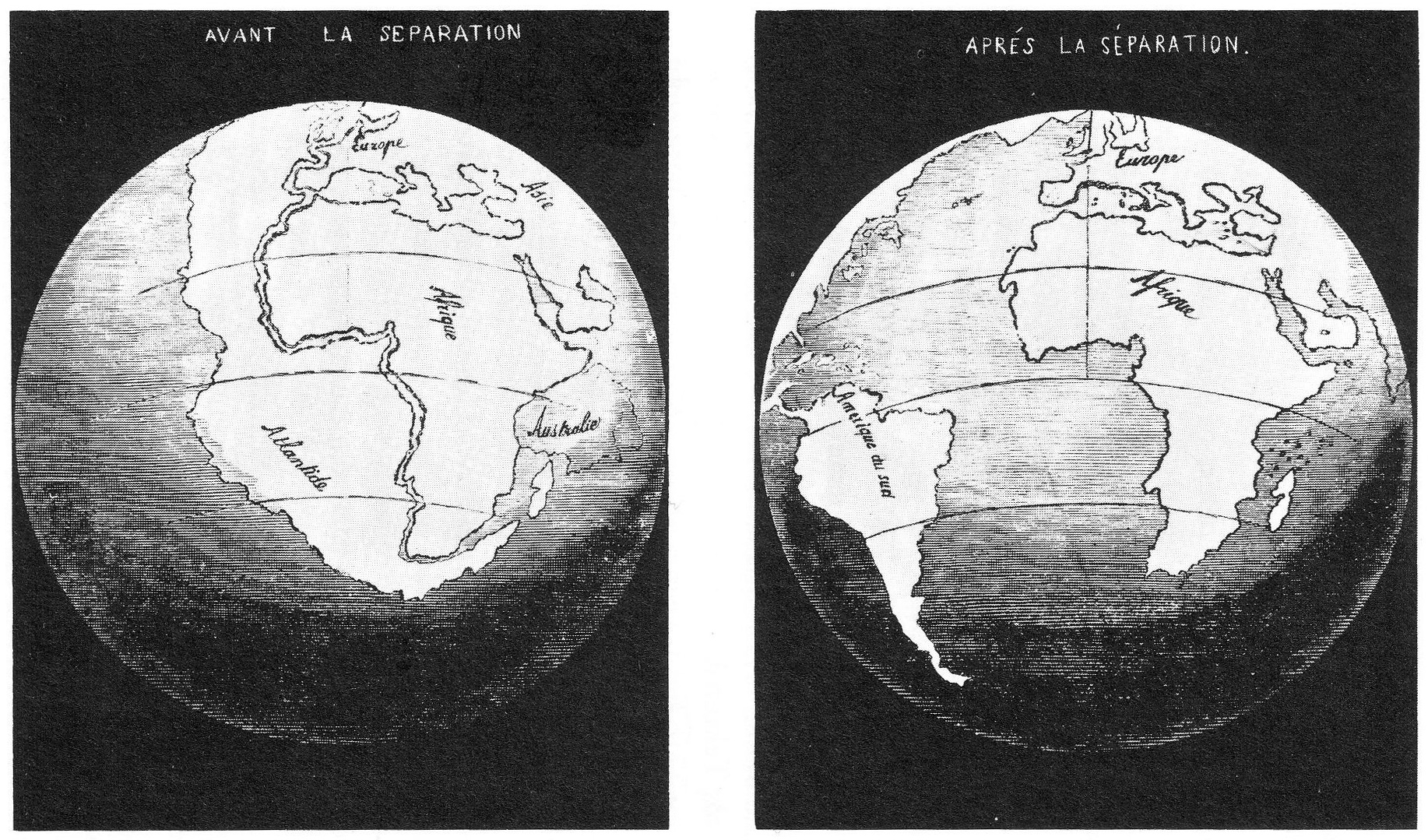
L'ouverture de l'Atlantique.

Antonio Snider-Pellegrini, dit Snider de Pellegrini ou A. Snider, né à Trieste (Istrie) en 1802, mort à New York (New York, États-Unis) en 1885, est un géographe français.
Il est surtout connu pour avoir proposé, en 1858, une première ébauche d'explication rationnelle de la complémentarité des côtes d'Europe et d'Amérique du Nord, mécanisme précurseur de la tectonique des plaques.
Fouriériste, il est aussi à l'origine d'une tentative d'implantation d'un phalanstère près de Matagorda.

## Œuvres
- A. Spiner, La Création et ses mystères dévoilés : ouvrage où l'on expose clairement la nature de tous les êtres, les éléments dont ils sont composés et leurs rapports avec le globe et les astres, la nature et la situation du feu du soleil, l'origine de l'Amérique et de ses habitants primitifs, la formation forcée de nouvelles planètes, l'origine des langues et les causes de la variété des physionomies, Paris, A. Franck, 1858 (1re éd.), 457 p., in-8o (BNF 31379514)
- A. Spiner, Les Émanations : recherches sur l'origine et la formation forcée et perpétuelle des mondes, Paris, É. Dentu, 1860 (2e éd.), 47 p., in-8o (BNF 31379518)
- A. Spiner, L'Homme et sa raison d'être sur la terre, Paris, É. Dentu, 1862, 160 p., in-8o (BNF 31379521)